# USS Tullibee (SSN-597)
USS Tullibee (SSN-597) byla americká útočná ponorka s jaderným pohonem z doby studené války. Byla speciálně navržena k ničení sovětských jaderných ponorek a výrazně ovlivněna modernizačním projektem Nobska, který inicioval admirál Arleigh Burke. Výsledkem projektu byly tři zásadní novinky využité v konstrukci lodi. Torpédomety byly přesunuty z přídě do trupu lodi, čímž se získal prostor pro nově koncipovaný výkonný sonar a rovněž byl použit velice tichý pohon.

## Stavba

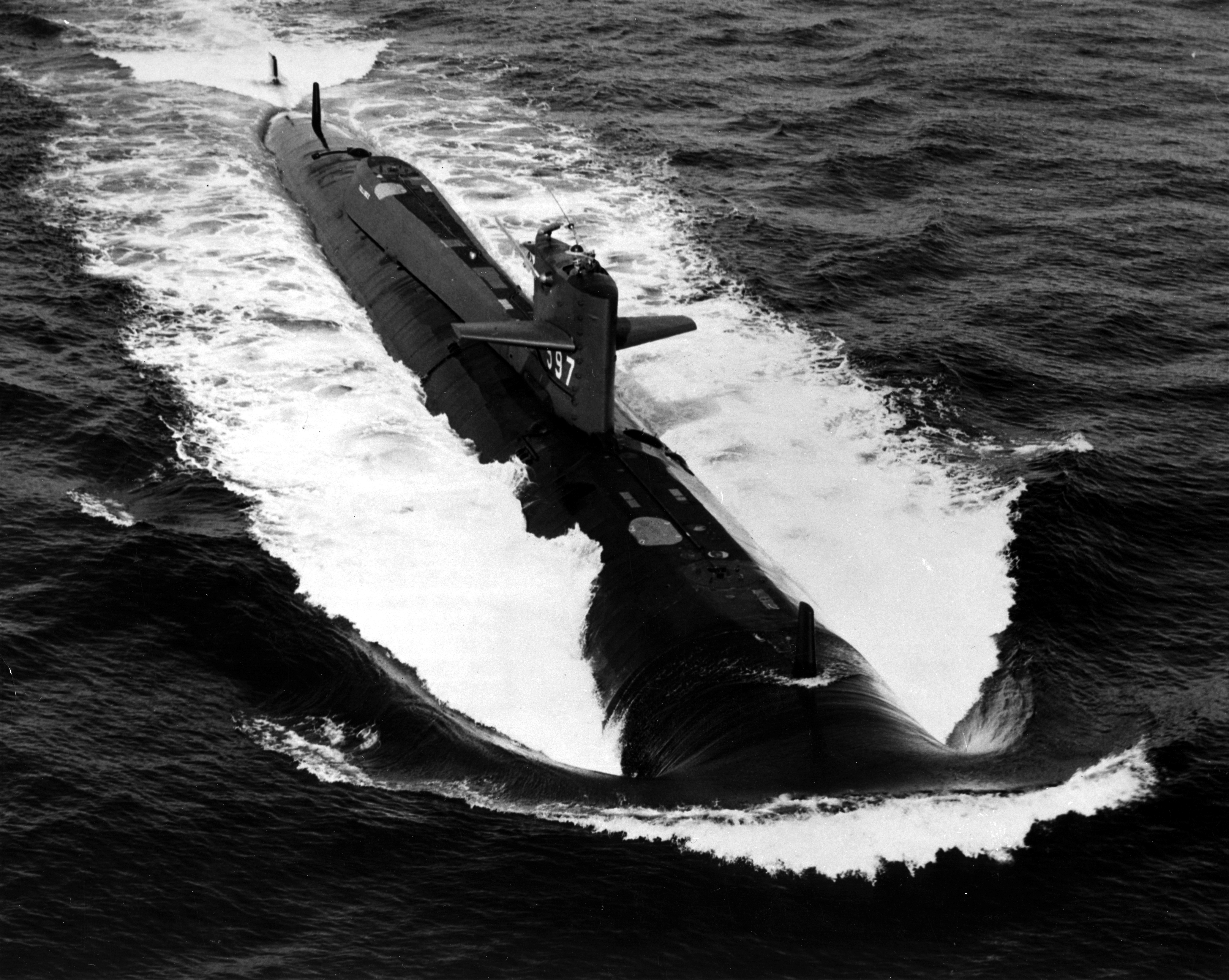
USS Tullibee (SSN-597)

Stavba ponorky probíhala v loděnicích General Dynamics Electric Boat společnosti General Dynamics v Grotonu ve státě Connecticut. Kýl byl založen 26. května 1958, trup byl na vodu spuštěn 27. dubna 1960 a 9. listopadu 1960 ponorka vstoupila do služby.

## Konstrukce
Výzbroj představovaly čtyři 533mm torpédomety, umístěné v trupu. Z nich byly odpalovány torpéda či protiponorkové střely UUM-44 SUBROC. V přídi byl umístěn pouze sonar typu BQQ-2 (později BQG-4). Pohonný systém tvořil jaderný reaktor typu S2C a dvě turbíny. Malá ponorka s výtlakem menším než tři tisíce tun měla pouze malý reaktor, který jí umožňoval plavbu nejvyšší rychlostí pouze 12 uzlů na hladině a 15 uzlů pod hladinou.

## Osud
Tullibee byla vyřazena roku 1988 a v letech 1995–1996 byla v loděnicí Puget Sound Naval Shipyard rozebrána v rámci projektu Ship-Submarine Recycling Program.